# Presnel Kimpembe
Presnel Kimpembe (n. 13 august 1995, Beaumont-sur-Oise) este un fotbalist francez care evoluează la clubul PSG și la echipa națională de fotbal a Franței, pe postul de fundaș. A făcut parte din echipa Franței care a câștigat Campionatul Mondial de Fotbal 2018.

## Carieră
Kimpembe a debutat la Paris Saint-Germain pe 17 octombrie 2014 împotriva lui Lens, înlocuindu-l pe Thiago Motta după 76 de minute într-o victorie cu 3-1 în deplasare. A debutat în UEFA Champions League pe 14 februarie 2017, păstrând un bilanț curat într-o victorie cu 4-0 împotriva Barcelonei.
Pe 12 februarie 2019, Kimpembe a marcat primul său gol pentru PSG împotriva lui Manchester United într-un meci în deplasare pe Old Trafford.
Pe 11 iulie 2020, Kimpembe a semnat o prelungire a contractului cu Paris Saint-Germain, durând până în 2024.
Pe 26 februarie 2023, Kimpembe a fost scos de pe teren după ce și-a rupt tendonul lui Ahile într-o victorie cu 3-0 în fața rivalilor din Le Classique, Olympique Marseille. Leziunea ar necesita o intervenție chirurgicală și a survenit la doar două săptămâni după întoarcerea sa de la o leziune a ischio-coarbei care l-a lăsat deoparte timp de trei luni. Pe 20 decembrie 2023, Kimpembe și-a reînnoit contractul cu PSG până în 2026. În ianuarie 2024, a suferit o intervenție chirurgicală la tendonul lui Ahile, care l-a ținut în afara terenului pentru tot sezonul 2023-2024.